# Planador

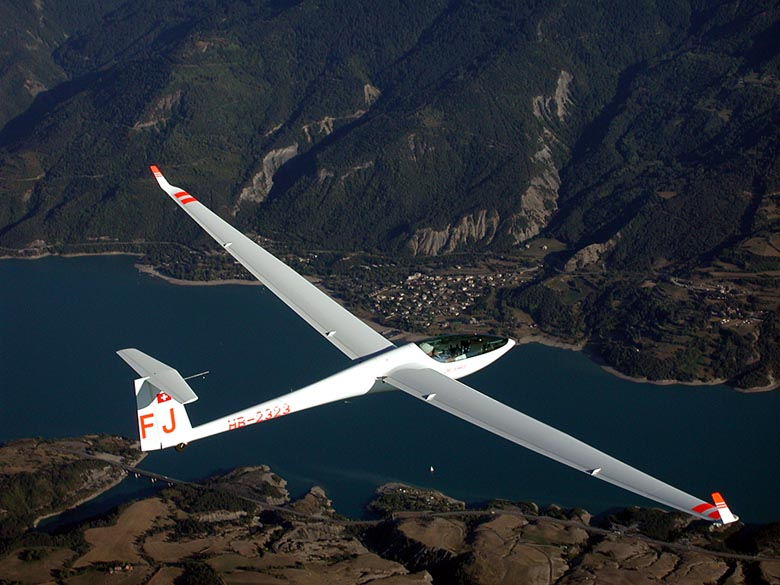
Un planador DG-808 sobrevolant el Llac de Serre-Ponçon en els Alps francesos

Un planador o veler és una aeronau més pesant que l'aire que no té motor, però donades les seves grans ales es pot mantenir a l'aire. La seva força de sustentació i translació provenen únicament de la resultant general aerodinàmica.
A l'inici del vol solen ser remolcats per una avioneta mitjançant un cable, el qual s'allibera quan s'assoleix l'alçada requerida. Un cop lliures poden aprofitar les zones amb aire calent per evitar perdre alçada.
La pràctica de volar en planadors és anomenada sovint vol a vela o vol sense motor. A l'Estat Espanyol hi ha diversos clubs de Vol a Vela i aeròdroms on es pot practicar, com els d'Igualada, Gijón, Toledo, Monflorite-Lascasas, Santa Cilia, Sotorribas, Ontur o Santo Tomé del Puerto.